# Episodi di Curioso come George
La seguente voce contiene la lista degli episodi della serie televisiva animata Curioso come George.

## Lista episodi

### Prima stagione
| Episodio | Titolo originale                                                             | Titolo italiano                                          | Prima TV USA      |
| -------- | ---------------------------------------------------------------------------- | -------------------------------------------------------- | ----------------- |
| 01       | - Curious George Flies a Kite - From Scratch                                 | - La scimmia volante - L'indagine                        | 4 settembre 2006  |
| 02       | - Curious George's Home for Pigeons - Out of Order                           | - Il piccione viaggiatore - La busta scomparsa           | 5 settembre 2006  |
| 03       | - Zeros to Donuts - Curious George, Stain Remover                            | - Missione ciambelle - Lo smacchiatore                   | 6 settembre 2006  |
| 04       | - Buoy Wonder - Roller Monkey                                                | - La barca più bella - La scimmia da corsa               | 7 settembre 2006  |
| 05       | - Curious George On Time - Curious George's Bunny Hunt                       | - L'orologio del campanile - Caccia ai conigli           | 13 settembre 2006 |
| 06       | - Curious George Takes a Job - Curious George Takes Another Job              | - Un lavoro per George - Un altro lavoro per George      | 14 settembre 2006 |
| 07       | - Curious George, Door Monkey - Curious George Goes Up the River             | - George aiutoportiere - Lungo il fiume con le anatre    | 15 settembre 2006 |
| 08       | - Curious George and the Invisible Sound - Curious George, A Peeling Monkey  | - I versi degli animali - La carta da regalo             | 18 settembre 2006 |
| 09       | - Curious George, Dog Counter - Squirrel For a Day                           | - Mostra di bellezza - Scoiattolo per un giorno          | 26 settembre 2006 |
| 10       | - Curious George Discovers the 'Poles - Curious George Finds His Way         | - Curioso George scopre i girini - I due amici           | 27 settembre 2006 |
| 11       | - Water to Ducks - Animal Magnetism                                          | - Amici a tutti i costi - La calamita                    | 28 settembre 2006 |
| 12       | - Doctor Monkey - Curious George the Architect                               | - Uno strano dottore - George l'architetto               | 29 settembre 2006 |
| 13       | - Zoo Night - Charkie Escapes                                                | - Notte allo zoo - Portiere a quattro zampe              | 6 ottobre 2006    |
| 14       | - Curious George's Rocket Ride - Curious George, Station Master              | - In giro per lo spazio - Il capostazione                | 9 ottobre 2006    |
| 15       | - Curious George and the Dam Builders - Curious George's Low High Score      | - George e i castori - Il mini golf                      | 10 ottobre 2006   |
| 16       | - Curious George Sees Stars - Curious George Gets a Trophy                   | - Stelle stelline - Il trofeo di George                  | 11 ottobre 2006   |
| 17       | - George Makes a Stand - Curious George Sees the Light                       | - Il banchetto della limonata - Il semaforo              | 17 ottobre 2006   |
| 18       | - Candy Counter - Curious George, Rescue Monkey                              | - George fa il commesso - Un salvataggio difficile       | 18 ottobre 2006   |
| 19       | - The Truth About George Burgers - Curious George in the Dark                | - Le polpette di George - George l'esploratore           | 19 ottobre 2006   |
| 20       | - The Clean, Perfect Yellow Hat - Bee Is for Bear                            | - Il cappello giallo - George e l'ape                    | 20 ottobre 2006   |
| 21       | - The Surprise Quints - Muddy Monkey                                         | - Festa a sorpresa - Un giocattolo speciale              | 15 gennaio 2007   |
| 22       | - Curious George Takes a Vacation - Curious George and the One That Got Away | - George va in vacanza - Gara di pesca                   | 16 gennaio 2007   |
| 23       | - Ski Monkey - George the Grocer                                             | - La scimmia delle nevi - George fruttivendolo           | 17 gennaio 2007   |
| 24       | - Keep Out Cows - Curious George and the Missing Piece                       | - Il recinto - George aspirante archeologo               | 18 gennaio 2007   |
| 25       | - Camping With Hundley - Curious George vs. The Turbo Python 3000            | - Il bravo campeggiatore - George va al luna park        | 19 gennaio 2007   |
| 26       | - Housebound! - Curious George Rides a Bike                                  | - A spasso con Hundley - George va in bicicletta         | 19 febbraio 2007  |
| 27       | - The All-Animal Recycled Band - The Times of Sand                           | - George maestro di musica - Una giornata sulla spiaggia | 20 febbraio 2007  |
| 28       | - The Elephant Upstairs - Being Hundley                                      | - Un elefante per vicino - La giornata degli esperimenti | 21 febbraio 2007  |
| 29       | - George Fixes Betsy's Wagon - Curious George Takes a Dive                   | - George il riparatutto - Gli amici del giardino         | 22 febbraio 2007  |
| 30       | - Unbalanced - Curious George vs. Winter                                     | - Questione di equilibrio - Che noia l'inverno!          | 23 febbraio 2007  |

### Seconda stagione
| Episodio | Titolo originale                                                 | Titolo italiano                                         | Prima TV USA     |
| -------- | ---------------------------------------------------------------- | ------------------------------------------------------- | ---------------- |
| 1        | - Up, Up and Away - Skunked                                      | - Su, su e vola via - George e la puzzola               | 3 settembre 2007 |
| 2        | - Monkey Underground - Cat Mother                                | - George e l'acchiappamarmotte - Cani e gatti           | 4 settembre 2007 |
| 3        | - Up A Tree - Curious George and the Trash                       | - La casa sull'albero - Dove va a finire la spazzatura? | 5 settembre 2007 |
| 4        | - Curious George Gets All Keyed Up - Gutter Monkey               | - Concerto a scuola - Campione di bowling               | 6 settembre 2007 |
| 5        | - Grease Monkeys in Space - Piñata Vision                        | - A spasso nello spazio - La festa di compleanno        | 8 ottobre 2007   |
| 6        | - All New Hundley - Signs Up                                     | - Sbalzi di umore - Un parco nel caos                   | 9 ottobre 2007   |
| 7        | - Color Me Monkey - Special Delivery Monkey                      | - Un quadro speciale - Un gioco istruttivo              | 10 ottobre 2007  |
| 8        | - Free Hundley - Bag Monkey                                      | - Liberate Hundley - Le olimpiadi della spesa           | 19 novembre 2007 |
| 9        | - Monkey Stagehand - The Magic Garden                            | - L'imitatore - L'orto magico                           | 20 novembre 2007 |
| 10       | - Curious George, Plumber's Helper - Curious George Takes a Hike | - Apprendista idraulico - La passeggiata                | 21 novembre 2007 |
| 11       | - The Fully Automatic Monkey Fun Hat - Creatures of the Night    | - Il cappello creativo - Il piccolo opossum             | 22 novembre 2007 |
| 12       | - Scaredy Dog - Say Goodnight, George                            | - Un cane fifone - A letto, George!                     | 21 gennaio 2008  |
| 13       | - A Bridge to Farm - Monkey Fever                                | - Il ponte - Che raffreddore!                           | 22 gennaio 2008  |
| 14       | - Curious George, Spy Monkey - Castle Keep                       | - George: missione segreta - Avventura in Scozia        | 23 gennaio 2008  |
| 15       | - Robot Monkey Hullabaloo - Curious George and the Slithery Day  | - Una scimmia robot - Una giornata faticosa             | 24 gennaio 2008  |
| 16       | - Curious George, Web Master - The Big Sleepy                    | - La ragnatela gigante - Il grande sonno                | 18 febbraio 2008 |
| 17       | - Curious George Sinks the Pirates - This Little Piggy           | - L'attacco dei pirati - Il salvadanaio                 | 19 febbraio 2008 |
| 18       | - King Doggie - The Lucky Cap                                    | - Un cane reale - Il cappello portafortuna              | 20 febbraio 2008 |
| 19       | - Curious George, Sea Monkey - Old McGeorgie Had a Farm          | - La scimmia subacquea - La fattoria di George          | 21 aprile 2008   |
| 20       | - Curious George Beats the Band - Hats and a Hole                | - Direttore d'orchestra - La sorpresa                   | 22 aprile 2008   |

### Terza stagione
| Episodio | Titolo originale                                          | Titolo italiano                                    | Prima TV USA      |
| -------- | --------------------------------------------------------- | -------------------------------------------------- | ----------------- |
| 51       | - Ice Station Monkey - The Perfect Carrot                 | - Avventura in Antartide - La carota perfetta      | 1º settembre 2008 |
| 52       | - Curious George Meets the Press - Snow Use               | - La mela di Jumpy - Sabbia o neve?                | 2 settembre 2008  |
| 53       | - For the Birds - Curious George-Asaurus                  | - A colpi di destrezza - Un puzzle in 3D           | 3 settembre 2008  |
| 54       | - What Goes Up - Mulch Ado About Nothing                  | - Datemi un punto di appoggio - Cibo per le piante | 4 settembre 2008  |
| 55       | - The Amazing Maze Race - The Color of Monkey             | - L'astuzia di George - Color scimmia              | 13 ottobre 2008   |
| 56       | - The Man with the Monkey Hands - Whistlepig Wednesday    | - Comitato scientifico - Il maiale del fischio     | 28 novembre 2008  |
| 57       | - George Digs Worms - Everything Old Is New Again         | - Scava, verme, scava! - Gara di riciclaggio       | 1º dicembre 2008  |
| 58       | - Wheels on the Bus - Seed Trouble                        | - I disegni perduti - L'orto sul tetto             | 16 febbraio 2009  |
| 59       | - The Fun-Ball Tally - Red Sky at Night, Monkey's Delight | - Conta e riconta - Previsioni del tempo           | 17 febbraio 2009  |
| 60       | - Shipwrecked with Hundley - Chasing Rainbows             | - Gita in barca - Alla fine dell'arcobaleno        | 18 febbraio 2009  |
| 61       | - Gnocchi the Critic - George Cleans Up                   | - Il critico culinario - La scimmia aspiratutto    | 22 aprile 2009    |

### Quarta stagione
| Episodio | Titolo originale                                      | Titolo italiano                                             | Prima TV USA      |
| -------- | ----------------------------------------------------- | ----------------------------------------------------------- | ----------------- |
| 62       | - Relax! - The Box and the Hound                      | - Relax! - Come cane e gatto                                | 16 febbraio 2010  |
| 63       | - Night of the Weiner Dog! - Animal Trackers          | - Un ospite molto ordinato - La settimana della natura      | 10 settembre 2009 |
| 64       | - George Measures Up - Something New Under the Sun    | - Lo spaghetto più lungo del mondo - La lasagna solare      | 22 aprile 2010    |
| 65       | - Movie House Monkey - Cooking with Monkey            | - La cinescimmia - La cucina scientifica                    | 14 giugno 2010    |
| 66       | - Curious George, Personal Trainer - Sprout Outing    | - Corri più che puoi - Boyscout onorario                    | 8 settembre 2009  |
| 67       | - Juicy George - The Big Picture                      | - L'ingrediente segreto - Misteri della pubblicità          | 23 novembre 2009  |
| 68       | - George Meets Allie-Whoops! - Hundley's Great Escape | - George fa amicizia con Allie - Rinchiusi nello scantinato | 12 ottobre 2009   |
| 69       | - The Inside Story - Little Fish, Littler Pond!       | - Viaggio all'interno del corpo - Salvate i pesci           | 14 dicembre 2009  |
| 70       | - Guest Monkey - Charkie Goes to School               | - L'asilo - Scuola di obbedienza                            | 15 febbraio 2010  |

### Quinta stagione
Questa è la prima stagione ad utilizzare il formato 16:9.
| Episodio | Titolo originale                                      | Titolo italiano                                      | Prima TV USA     |
| -------- | ----------------------------------------------------- | ---------------------------------------------------- | ---------------- |
| 71       | - George and Marco Sound It Out - A Monkey's Duckling | - Una canzone per George - Di mamma ce n'è una sola  | 6 settembre 2010 |
| 72       | - Downhill Racer - Book Monkey                        | - George da corsa - George bibliotecario             | 7 settembre 2010 |
| 73       | - George's Super Subway Adventure - Well Done, George | - Che fatica arrivare allo zoo - Emergenza acqua     | 8 settembre 2010 |
| 74       | - Trader George - One in a Million Chameleon          | - Il mercatino degli scambi - Giada il camaleonte    | 21 febbraio 2011 |
| 75       | - Monkey Size Me - Metal Detective                    | - Il George-metro - Alla ricerca del robot           | 22 febbraio 2011 |
| 76       | - George's Home Run - Monkey on Ice                   | - Una partita a baseball - La casa di ghiaccio       | 23 febbraio 2011 |
| 77       | - George-o-Matic - Curious George, Sheep Herder       | - Il distributore automatico - Pecore al pascolo     | 20 aprile 2011   |
| 78       | - Go West, Young Monkey - Meet the New Neighbors      | - Nel selvaggio west - Esperimenti gastronomici      | 21 aprile 2011   |
| 79       | - Follow that Boat - Windmill Monkey                  | - La barchetta sperduta - Lo spaventapasseri a vento | 22 aprile 2011   |
| 80       | - Mother's Day Surprise - Jungle Gym                  | - La festa della mamma - Ginnastica che passione     | 6 maggio 2011    |

### Sesta stagione
| Episodio | Titolo originale                                        | Titolo italiano                                             | Prima TV USA     |
| -------- | ------------------------------------------------------- | ----------------------------------------------------------- | ---------------- |
| 81       | - School of Dance - Curious George Sounds Off           | - Scuola di ballo - Galline esigenti                        | 3 settembre 2011 |
| 82       | - George Buys a Kite - Train of Light                   | - Aspettando il sole - Una lampada magica                   | 4 settembre 2011 |
| 83       | - Auctioneer George - Sock Monkey Opera                 | - Moffole rosse - Opera a domicilio                         | 6 settembre 2011 |
| 84       | - George and the Giant Thumb - Shutter Monkey           | - L'opera d'arte - Un talento naturale                      | 7 settembre 2011 |
| 85       | - Hamster Cam - The Great Monkey Detective              | - La cricetocamera - Il ricettario scomparso                | 8 settembre 2011 |
| 86       | - Wind Symphony - George and Allie's Automated Car Wash | - La sinfonia del vento - Vuoi che ti lavo la macchina?     | 21 febbraio 2012 |
| 87       | - Feeling Antsy - Maple Monkey Madness                  | - Un terribile formicolio - Sciroppo di acero fatto in casa | 22 febbraio 2012 |
| 88       | - DJ George - Curious George Paints the Desert          | - DJ George - Pittura sabbiosa                              | 16 aprile 2012   |
| 89       | - No Knowing Gnocchi - Here Comes the Tide              | - Non ti conosco più, Polpetta - L'amico delfino            | 18 aprile 2012   |
| 90       | - Junky Monkey - Jumpy Warms Up                         | - I tesori di George - Una casa per lo scoiattolo           | 20 aprile 2012   |

### Settima stagione
| Episodio | Titolo originale                                                      | Titolo italiano                                    | Prima TV USA    |
| -------- | --------------------------------------------------------------------- | -------------------------------------------------- | --------------- |
| 91       | - Monkey Down Under - Bright Lights, Little Monkey                    | - George agli antipodi - Il mistero delle perseidi | 3 dicembre 2012 |
| 92       | - We Otter Be Friends - Sir George and the Dragon                     | - Dobbiamo essere amici - Sir George e il drago    | 4 dicembre 2012 |
| 93       | - Hundley Jr. - Curious George Gets Winded                            | - Un bruco per amico - A gonfie vele               | 5 dicembre 2012 |
| 94       | - Where's the Firedog? - Toot Toot Tootsie Goodbye                    | - Dov'è il cane pompiere? - Germi addio!           | 4 febbraio 2013 |
| 95       | - Honey of a Monkey - Curious George's Egg Hunt                       | - Vita da api - Un uovo misterioso                 | 23 aprile 2013  |
| 96       | - George and Allie's Lawn Service - Curious George's Scaravenger Hunt | - Lavori campestri - Caccia alle forme             | 24 aprile 2013  |

### Ottava stagione
| Episodio | Titolo originale                                               | Titolo italiano                                  | Prima TV USA     |
| -------- | -------------------------------------------------------------- | ------------------------------------------------ | ---------------- |
| 97       | - Toy Monkey - George and Allie's Game Plan                    | - Due bravi meccanici - La sfida di Allie        | 10 febbraio 2014 |
| 98       | - Monkey Hoedown - Curious George Clowns Around                | - Uno strumento originale - La scuola dei clown  | 11 febbraio 2014 |
| 99       | - George's Backwards Flight Plan - Curious George, Hog Trainer | - Volo al contrario - E il vincitore è...        | 12 febbraio 2014 |
| 100      | - Red Planet Monkey - Tortilla Express                         | - Missione su Marte - Tortilla Express           | 19 maggio 2014   |
| 101      | - Curious George Goes for 100 - Fearless George                | - Il grande cento - Il temerario George          | 20 maggio 2014   |
| 102      | - Big, Bad Hundley - George's Simple Siphon                    | - Lo specchio magico - Come svuotare una piscina | 21 maggio 2014   |

### Nona stagione
| Episodio | Titolo originale                                           | Titolo italiano                                                      | Prima TV USA    |
| -------- | ---------------------------------------------------------- | -------------------------------------------------------------------- | --------------- |
| 103      | - Submonkey - Double-O Monkey Tracks Trouble               | - La scimmia sottomarina - Agente Zero Zero Scimmia in cerca di guai | 28 ottobre 2014 |
| 104      | - Monkey Goes Batty - Curious George and the Balloon Hound | - George nel buio - Le macchine volanti                              | 29 ottobre 2014 |
| 105      | - George's Photo Finish - Monkey Mystery Gift              | - L'osso mancante - La scatola misteriosa                            | 30 ottobre 2014 |
| 106      | - Happy Valentine's Day, George - Oh Deer                  | - Buon San Valentino, George - Come sono buoni i fiori               | 9 febbraio 2015 |
| 107      | - George's Curious Dragon Dance - Bowling for Bobolinks    | - Capodanno cinese - Una fantastica partita a bowling                | 31 marzo 2015   |
| 108      | - Curious George's Amazon Adventure - Monkey Senses        | - George nella giungla - Una squadra di supereroi                    | 1º aprile 2015  |

### Decima stagione
| Episodio | Titolo originale                                           | Titolo italiano                                                     | Prima TV USA      |
| -------- | ---------------------------------------------------------- | ------------------------------------------------------------------- | ----------------- |
| 109      | - Pop! - George & Allie's Egg-cellent Adventure            | - Una montagna di pop corn - Una nuova avventura per George e Allie | 3 settembre 2018  |
| 110      | - George's Sleepover - Curious George Goes to the Dentist  | - Il pigiama party di George - George va dal dentista               | 10 settembre 2018 |
| 111      | - Monkey Under Ice - George's New Sound                    | - Scimmia sotto ghiaccio - Il nuovo ritmo di George                 | 17 settembre 2018 |
| 112      | - Chipmonkey - Loch Ness Monkey                            | - Il misterioso ladro - La scimmia di Loch Ness                     | 24 settembre 2018 |
| 113      | - George Lights Up the Night - George and the Jug Owl      | - George illumina la notte - George e il gufo della brocca          | 1º ottobre 2018   |
| 114      | - Four Hands, Eight Harms - Oil Saves the Day              | - Furti misteriosi - L'olio toglie dai guai                         | 8 ottobre 2018    |
| 115      | - Meteor Monkey - George Gets Pickled                      | - La scimmietta meteorite - Sottaceti da tutto il mondo             | 15 ottobre 2018   |
| 116      | - Night at the Amusement Park - Hockey Monkey              | - Notte al parco dei divertimenti - La scimmietta e l'hockey        | 22 ottobre 2018   |
| 117      | - Sleepy Sheep - Gummy Monkey                              | - George e la pecora addormentata - La scimmia gommosa              | 29 ottobre 2018   |
| 118      | - Bill on Wheels                                           | - Bill a rotelle                                                    | 5 novembre 2018   |
| 119      | - A Fair to Remember - The Great Doxie Round-up            | - Una fiera da ricordare - Il grande recupero dei bassotti          | 12 novembre 2018  |
| 120      | - Muster Monkey - Traffic Monkey                           | - Un finale imprevisto - George vigile urbano                       | 19 novembre 2018  |
| 121      | - Curious George and the Wake-up Machine - Healing Hundley | - George e la macchina per svegliarsi - Nei panni di Hundley        | 26 novembre 2018  |
| 122      | - Pig-headed George - Nightmare on N Street                | - Un maialino per amico - George e l'incubo                         | 3 dicembre 2018   |
| 123      | - Curious George and the Snow Festival                     | - George e il festival della neve                                   | 10 dicembre 2018  |

### Undicesima stagione
Questa è l'ultima stagione animata in maniera tradizionale con l'utilizzo di Toon Boom Harmony.
| Episodio | Titolo originale                                               | Titolo italiano                                                        | Prima TV USA   |
| -------- | -------------------------------------------------------------- | ---------------------------------------------------------------------- | -------------- |
| 124      | - Monkey the Magnificent - Curious George: Cat Sitter          | - George il Magnifico - George badante per gatti                       | 6 maggio 2019  |
| 125      | - George's High-Tech Sleep Over - The Ring's the Thing         | - George e il pigiama party tecnologico - Che belli, gli anelli        | 13 maggio 2019 |
| 126      | - It Was a Dark and Stormy Night - Curious George, Dog Groomer | - Era una notte buia e tempestosa - George toelettatore di cani        | 20 maggio 2019 |
| 127      | - In Search of Space Monkeys                                   | - Alla ricerca di scimmie spaziali                                     | 27 maggio 2019 |
| 128      | - Fly Paper - Fix-It Monkey                                    | - Aerei di carta - Riparalo George                                     | 3 giugno 2019  |
| 129      | - All Washed Up - George's Fancy Pants                         | - Tutto lavato - I pantaloni eleganti di George                        | 10 giugno 2019 |
| 130      | - Lights, Camera, Action! - Pen Pals                           | - Ciak, si gira, azione! - Amici di penna                              | 17 giugno 2019 |
| 131      | - Orange Crush - Monkey Market                                 | - Una mega spremuta di arancia - George e Allie al mercato             | 24 giugno 2019 |
| 132      | - Your Churn, George - Going Nuts                              | - George e le antiche tradizioni - Lotta per il nido                   | 1º luglio 2019 |
| 133      | - Flower Monkey - George and the Golden Egg Hunt               | - La scimmia dei fiori - La caccia al grande uovo dorato               | 8 luglio 2019  |
| 134      | - Curious Gorge - A Sound Story                                | - Avventura nel canyon - Racconto con effetti sonori                   | 15 luglio 2019 |
| 135      | - Delivery Monkey - Another Mystery Package                    | - Un fattorino scimmia - Un altro pacco misterioso                     | 22 luglio 2019 |
| 136      | - Monkey Clean, Monkey Do - A River Runs Through It            | - La scimmia lavanderina - E un fiume scorre                           | 29 luglio 2019 |
| 137      | - The Lost Treasure of Bugaboo Bend - Apple Pie of My Eye      | - Il tesoro perduto dell'ansa di Bugaboo - Torta di mele senza candele | 5 agosto 2019  |
| 138      | - Buggy House - Rubber Band-It                                 | - La casa degli insetti - Elasticizzalo                                | 12 agosto 2019 |

### Dodicesima stagione
Questa è la prima stagione animata con Adobe Animate al posto di Toon Boom Harmony.
| Episodio | Titolo originale                                              | Titolo italiano                                                           | Prima TV USA     |
| -------- | ------------------------------------------------------------- | ------------------------------------------------------------------------- | ---------------- |
| 139      | - For Your Ice Only - George & the Unforgettable Father's Day | - George e il pupazzo di neve - George e l'indimenticabile festa del papà | 3 febbraio 2020  |
| 140      | - Over the Edge - A Rose by Any Other Name                    | - Oltre il limite - Una rosa con un altro nome                            | 4 febbraio 2020  |
| 141      | - Leaky Faucet - George Loves a Parade                        | - Il rubinetto che perde - George adora le sfilate                        | 5 febbraio 2020  |
| 142      | - Antonio the Avocado - Curious Clouds                        | - L'Avocado Antonio - Nuvole curiose                                      | 6 febbraio 2020  |
| 143      | - Cuckoo Cockatoo - A Bunch of Balooney                       | - Il folle cacatua - Tantissimi palloni                                   | 7 febbraio 2020  |
| 144      | - George and the Guide Dog - Whatever Floats Your Boat        | - George e il cane guida - Qualunque cosa trasporti la tua barca          | 10 febbraio 2020 |
| 145      | - George's Dark Day - Leaf Raker                              | - Il giorno oscuro di George - Rastrellare le foglie                      | 11 febbraio 2020 |
| 146      | - Blowin' in the Wind - George's Noisy New Neighbor           | - Soffia nel vento - Il vicino rumoroso di George                         | 12 febbraio 2020 |
| 147      | - Jurassic George                                             | - George giurassico                                                       | 13 febbraio 2020 |
| 148      | - Duck Helper George - George's New Home                      | - George custode di oche - La nuova casa di George                        | 14 febbraio 2020 |
| 149      | - George Gets the Hiccups - The Trash Cam                     | - George ha il singhiozzo - Una telecamera per la spazzatura              | 17 febbraio 2020 |
| 150      | - Lost & Found - George in His Own Backyard                   | - Oggetti smarriti - Il giardino privato di George                        | 18 febbraio 2020 |
| 151      | - Window Dressing - The Great Treehouse Hoist                 | - L'arredatore di vetrine - Un argano per la casa sull'albero             | 19 febbraio 2020 |
| 152      | - George Saves a Tree - Ball Trouble                          | - George salva un albero - Una palla problematica                         | 20 febbraio 2020 |
| 153      | - Tyrannosaurus Wrench - Bingo Monkey                         | - Il reperto del Tyrannosaurus - Il bingo di George                       | 21 febbraio 2020 |

### Tredicesima stagione
| Episodio | Titolo originale                                 | Titolo italiano                                           | Prima TV USA     |
| -------- | ------------------------------------------------ | --------------------------------------------------------- | ---------------- |
| 154      | - Camp George - Hoop Dupe                        | - Il campo estivo di George - La sfida dell'hula hope     | 15 luglio 2020   |
| 155      | - A Good Yarn - Show Monkey                      | - Il fienile del filato - La scimmietta sparaneve         | 15 luglio 2020   |
| 156      | - Basic Training - A Winder-er Wonderland        | - Istruzioni fondamentali - Una turbina turbolenta        | 15 luglio 2020   |
| 157      | - Twain a Fence and Hard Place - Loafting around | - Verniciare lo steccato - Pasticciando con il pane       | 15 luglio 2020   |
| 158      | - Spelunkey Monkey - The Drive-In Movie          | - La scimmietta speleologa - Cinema in piscina            | 15 luglio 2020   |
| 159      | - Hamster - Sleepers                             | - La casa per il criceto - Sogni d'oro, George!           | 11 dicembre 2020 |
| 160      | - Bee Like Me - To the Lighthouse                | - Come un'ape - Al faro!                                  | 11 dicembre 2020 |
| 161      | - George's Little Library - Monkeys of a Feather | - La piccola biblioteca di George - Un piumino per George | 11 dicembre 2020 |
| 162      | - Plastics - Hide and Go Sheep                   | - Plastica - Uno strano nascondino                        | 11 dicembre 2020 |
| 163      | - Mush - Puppets in the park                     | - George sotto zero - Marionette al parco                 | 11 dicembre 2020 |
| 164      | - Water Ski-Daddle - The Greenhouse Effect       | - Lo sci d'acqua - L'effetto serra                        | 11 dicembre 2020 |
| 165      | - Raisins - A Bedtime Story for Compass          | - L'uvetta - Una favola della buonanotte per Bussola      | 11 dicembre 2020 |
| 166      | - Prints of a monkey - Lobby sale                | - Le impronte di una scimmia - Il mercato dell'usato      | 11 dicembre 2020 |
| 167      | - Hot Dog! - George and the Beat                 | - Cane accaldato - George e il ritmo                      | 11 dicembre 2020 |
| 168      | - Swimspiration - Museum of George               | - La gara di nuoto - Il museo di George                   | 11 dicembre 2020 |

### Quattordicesima stagione
| Episodio | Titolo originale                                           | Titolo italiano                                                         | Prima TV USA    |
| -------- | ---------------------------------------------------------- | ----------------------------------------------------------------------- | --------------- |
| 169      | - George Makes Pizza - Ladybugs!                           | - George fa la pizza - Coccinelle!                                      | 21 ottobre 2021 |
| 170      | - A Pig, A Pup, and a Monkey - Y'Orchid-ing Me?            | - Un maialino, un cucciolo e una scimmia - Qualche idea per l'orchidea? | 21 ottobre 2021 |
| 171      | - Monkey Hill - Ready, Set, Flamin-go!                     | - La collina della scimmia - Pronti, via, fenicotteri!                  | 21 ottobre 2021 |
| 172      | - George of the Desert - The Texture Game                  | - George del deserto - Il gioco della consistenza                       | 21 ottobre 2021 |
| 173      | - The Sounds of George - Better Butterflying               | - I suoni di George - Voglia di volare                                  | 21 ottobre 2021 |
| 174      | - The Tale of the Frightening Flapjacks - Happy Yello-Ween | - Il racconto degli spaventosi biscotti - Felice Giallo-Ween            | 21 ottobre 2021 |
| 175      | - Dolphin with the Yellow Hat - Dog’s Day Off              | - Il delfino col cappello giallo - Il giorno di riposo del cane         | 21 ottobre 2021 |
| 176      | - Mule Feathers - George Serves It Up                      | - Piume di mulo - George fa il cameriere                                | 21 ottobre 2021 |
| 177      | - Monkey Parade - George and Allie’s Pet Hotel             | - Una sfilata per George - L'albergo degli animali di George e Allie    | 21 ottobre 2021 |
| 178      | - George in the Doghouse - Time Is Puzzling                | - George nella cuccia per cani - Il tempo è sorprendente                | 21 ottobre 2021 |
| 179      | - Aiming for the Stars - George vs. the Volcano            | - Puntare alle stelle - George contro il vulcano                        | 21 ottobre 2021 |
| 180      | - In Case of Emergency - George’s BFF                      | - In caso di emergenza - Il migliore amico di George                    | 21 ottobre 2021 |
| 181      | - George’s Geode Jamboree - The Man with the Yellow Hair   | - George e i minerali - L'uomo con i capelli gialli                     | 21 ottobre 2021 |
| 182      | - The Great Train Birthday                                 | - Il grande compleanno sul treno                                        | 21 ottobre 2021 |
| 183      | - George’s Fly Disk Debacle - Hundley’s Truffle Trouble    | - Un lancio troppo lungo - A caccia del tartufo                         | 21 ottobre 2021 |

### Quindicesima stagione
| Episodio | Titolo originale                                              | Titolo italiano                                                    | Prima TV USA  |
| -------- | ------------------------------------------------------------- | ------------------------------------------------------------------ | ------------- |
| 184      | - George Gets Slimed - Seesaw Saturday                        | - George e lo slime - Un'altalena multiuso                         | 17 marzo 2022 |
| 185      | - Curious George and the Lost Puppy - Gnocchi's Purr-fect Day | - George e il cucciolo smarrito - La giornata perfetta di Polpetta | 17 marzo 2022 |
| 186      | - A Knight to Remember                                        | - Un cavaliere da ricordare                                        | 17 marzo 2022 |
| 187      | - Locked Out - Bark Suit                                      | - Chiusi fuori - Una giacca di corteccia                           | 17 marzo 2022 |
| 188      | - Count on George to Deliver - The Baby Elephant              | - Conta su George per consegnare - Il piccolo elefante             | 17 marzo 2022 |
| 189      | - Leaf It to George - Cutting Hedge Technology                | - Alle foglie ci pensa George - L'arte del taglio                  | 17 marzo 2022 |
| 190      | - Bonus Day - Understudy George                               | - Un giorno in più - George e il sostituto                         | 17 marzo 2022 |
| 191      | - Hawaii                                                      | - Hawaii                                                           | 17 marzo 2022 |
| 192      | - Sneaky Shadow - Peddlers                                    | - George e l'ombra furtiva - Venditori ambulanti!                  | 17 marzo 2022 |
| 193      | - Chef Rides a Bike - Face Painting                           | - Lo chef va in bicicletta - Dipingere un viso                     | 17 marzo 2022 |
| 194      | - Monkey Mechanic - Seahorses and Wee Horses                  | - La scimmietta meccanico - Cavallucci di mare e cavallini         | 17 marzo 2022 |
| 195      | - George Bowls a Hole in One - Virtuoso George                | - George al Mini Bowling da Golf - I virtuosismi di George         | 17 marzo 2022 |
| 196      | - Country in the City - Stinky Cheese                         | - La campagna in città - Il formaggio puzzolente                   | 17 marzo 2022 |
| 197      | - George and the Rain - George's Pigeon Predicament           | - George e la pioggia - George e il dilemma del piccione           | 17 marzo 2022 |
| 198      | - Sloth - Saved by the Bells                                  | - Il bradipo - Salvati dalle campane                               | 17 marzo 2022 |

## Speciali

### Sorpresa a Natale
- Titolo originale A Very Monkey Christmas[1]
- Anno di produzione: dicembre 2009
- Trama (vedi sotto)

### Febbre di primavera
- Titolo originale Swings Into Springs[2]
- Data di produzione: aprile 2013
- Trama: George scopre che è arrivata la primavera: l'uomo dal cappello giallo, Ted, ed il portiere provano a spiegare a George cosa sia questa stagione. Andando al parco pubblico, a George viene la febbre di primavera e vuole condividere con Hundley questa sensazione, ma il cane è occupato ad aiutare il portiere a fare le pulizie di primavera. Così George dà una mano al portiere e ad Hundley per fare in modo che il cane possa seguirlo e riuscire a capire cosa sia la febbre di primavera. Facendo così fa uscire un sacco di vapore dallo scantinato. Viene chiamato un idraulico per risolvere il problema. Capito quale sia il guasto, l'idraulico scopre che le tubature sono vecchie e si devono sostituire tutte le tubature e per far ciò tutti gli inquilini del palazzo vengono mandati via. Così Ted e George sono costretti ad andare nella loro casa in campagna e, dato che il portiere non ha trovato un alloggio per il cane, Ted e George dànno ospitalità nella loro casa di campagna ad Hundley. George così progetta dei modi per far apprezzare ad Hundley la febbre di primavera. Tutti i modi falliscono miseramente. Intanto viene progettata una festa di primavera con dei palloni aerostatici. George ed Hundley vengono ospitati in una fattoria per cani bassotto. I cani organizzano una danza per i due ed Hundley cade da una terrazza del casolare su cui era salito con George per guardare meglio la danza dei cani e così cade in un telo che doveva rappresentare proprio Hundley una volta gonfiato e montato per essere un pallone aerostatico. La padrona della fattoria per cani bassotto non si accorge che Hundley è caduto al suo interno, così porta il telo nel luogo dove partiranno i palloni aerostatici. Hundley, liberatosi nel tragitto, cerca un modo per ritornare nella fattoria, ma si perde. Cerca allora un punto per raccapezzarsi dove si trova e lo trova su una collina. Nel tragitto scopre la febbre di primavera. George scopre che Hundley si è perso, lo cerca. Così giunge nel luogo del lancio dei palloni aerostatici. George, nel salire sopra i palloni, inavvertitamente li fa partire. Una volta accortosi di ciò li lega insieme e comincia a cercare dall'alto Hundley e lo trova. Lo fa salire nei palloni che, in balia del vento, ritornano in città, Ted li insegue, il portiere chiama Ted che gli dice che possono rientrare col cane e Ted gli dice che sono sui palloni aerostatici e stanno già rientrando. Allora il portiere, con l'aiuto della portiera del palazzo a fianco lo aiuta a fermare i palloni e così a far rientrare George ed Hundley a casa. Nel frattempo Ted lo raggiunge e gli dà una mano al portiere a fermare i palloni. Tuttavia il palazzo ove vivono Ted, George, Hundley e il loro portiere vince il primo premio come il palazzo più pulito della città della primavera mentre i proprietari dei palloni giungono presso il palazzo di Ted, George, del portiere ed Hundley per recuperare i rispettivi palloni, festeggiando l'avvento della primavera sotto una pioggia floreale.

### La leggenda di Senza Testa
- Titolo originale Halloween Boo Fest[3]
- Data di produzione: ottobre 2013
- Trama: nella cittadina vicino alla casa di campagna ove villeggiano George e l'uomo dal cappello giallo si sta preparando il Boo Festival, ovverosia la festa di Halloween. L'uomo dal cappello giallo sta spazzando il giardino dalle foglie secche, ma George rende ogni volta che l'uomo vi riesce tutto inutile. Così, una volta arrivati in paese, scoprono che in palio per il miglior travestimento del Boo Festival è proprio una macchina per raccogliere le foglie secche. Così George decide di mascherarsi per riuscire a vincere la macchina. Intanto a George viene raccontata la storia di Senza Testa, uno spaventapasseri che tutti gli anni ruba i cappelli dei passanti. George, guardando un vecchio album di fotografie scopre che l'albero ove Senza Testa rubava i cappelli è proprio l'albero sul suo giardino e non l'albero spoglio vicino ad un torrente. Così Ted e George scoprono che sulla strada che scorre proprio vicino all'albero sito al loro giardino Senza Testa aveva rubato in precedenza dei cappelli. Così George vuole ridare a Senza Testa una testa nuova di zucca. Per far ciò si fa dare dal signor Renkins tutte le sue zucche per riuscire a trovare una zucca che sia della grandezza giusta. Tuttavia il signor Renkins per regalare a George tutte le sue zucche si fa promettere di portare giù in paese la sua zucca pesante più di 2000 kg. Giunto il tramonto George si apposta insieme ad Allie per riuscire a fotografare Senza Testa. Sopraggiunge Bill a cui chiedono di far da esca, e senza Testa gli ruba il cappello. George ed Allie lo inseguono fino ad una grotta. Senza Testa infine si rivela, è Jumpy lo scoiattolo che, tutti gli anni ad Halloween, rubava tutti i cappelli della gente per usarli come contenitori per ghiande, così come faceva lo scoiattolo prozio Maurice. Scoperto che Senza Testa non esiste, Allie vorrebbe spifferare in paese che Senza Testa non esiste, ma George non è d'accordo. Allie va in paese, George va a ritirare il costume dalla vicina. Indossa tutto il costume senza la testa. Così facendo Bill adesso pensa che Senza Testa è lui. Bill comincia a correre verso il paese e George inavvertitamente fa cadere giù tutte le zucche raccolte sul suo giardino che servivano per la testa di Senza Testa. Le zucche, rotolando giù, fanno rotolare anche la zucca da più di 2000 chili che era rimasta intanto in mezzo strada. Così comincia una scena comica, con Bill davanti che crede che quello dietro sia Senza Testa invece che George e la zucca gigante con tutto lo sciame di zucche. Arrivati giù in paese. la zucca si ferma su di una bilancia che misura il suo peso, 2001 chilogrammi e, George, fermatosi in un vicolo, indossa anche la testa. Si era travestito dall'uomo dal cappello giallo che infine gli dimostra la sua gratitudine. Infine il signor Renkins vince il primo premio della zucca più grande, mentre il premio della maschera più verosimigliante va al signor Quint, vestito da squalo con una maschera di pescecane, e a George, così i due vincono una macchina aspirafoglie a testa. George fa partire all'impazzata la macchina per tutto il paese senza controllo inseguito dall'uomo dal cappello giallo.
- Varie: L'episodio è un libero adattamento de La leggenda di Sleepy Hollow di Washington Irving.

### La scimmietta reale
- Titolo originale Curious George: Royal Monkey[4]
- Data di produzione: settembre 2019
- Trama: Al museo dove lavora l'uomo dal cappello giallo arriva una rappresentanza del piccolo stato di Symyana per una mostra sulle scimmie. Ma, prima di arrivare al museo, George vorrebbe partecipare a Castleland, Ted promette a George che ci andranno dopo l'incontro con la delegazione di Symyana. Tuttavia la goffaggine di Ted fa andare storto l'incontro con la delegazione al museo e i delegati di Symyana, scocciati, se ne vanno mandando all'aria la mostra. George, allontanatosi da Ted, ascoltando la musica di un suonatore di strada fa cadere maldestramente il telone sulla delegazione di Symyana. Anche la delegazione ha una scimmietta identica a George, Felipe, che è consigliere del regnante in carica e responsabile dell'incoronazione della principessa Isabel. Così facendo, George e Felipe vengono scambiati, la delegazione prende George, e Ted prende Felipe. Ted cerca di far imparare le buone maniere alla scimmietta che pensa sia George, visto il casino che ha combinato davanti al museo. George, frattanto, continua a comportarsi come al suo solito una volta portato a Symyana, lancia le polpettine poste sui suoi spaghetti in aria mangiandole e manda quasi all'aria un'intervista in TV rompendo una fontana. Re Gustavo, capo della delegazione di Symyana che stava per essere intervistato alla TV mentre George ha combinato il casino suddetto, pensa che la scimmia abbia un malessere dovuto al viaggio di ritorno. Nel frattempo si stanno organizzando i preparativi dell'incoronazione della figlia di Re Gustavo, la principessa Isabel, mentre il sindaco della città di Symyana sta organizzando un evento cavalleresco all'ippodromo della città. La principessa vorrebbe parteciparvi, ma il padre glielo vieta per via dell'incoronazione del giorno successivo, ma sotto falsa identità Isabel e George partecipano. Nonostante vengano scoperti, a causa di una sciarpa e di un'arancia, essi vincono la competizione, con il sindaco, organizzatore dell'evento-derby, che si insospettisce che il re abbia fatto partecipare la principessa, che si affretta a tornare con George per il gala dell'incoronazione. Ted, guardando un telegiornale, si accorge dello scambio delle due scimmette, così porta Felipe a Symyana. Nel frattempo Ted e Felipe arrivano a Symyana, ma i due guardiani però fanno entrare solo la scimmietta reale lasciando all'ingresso Ted. Felipe, aggirando le guardie, lo invita a salire su un albero e così entrare poi a Symyana senza essere visto dalle guardie. Una volta sceso dall'albero le due guardie tuttavia si accorgono di Ted e cercano di allontanarlo dal regno. Ted e Felipe cercano di scappare in una rocambolesca fuga riuscendo a nascondersi, mentre Isabel e George ritornano dall'ippodromo e si accorgono di loro, così Isabel crede di vedere doppio ma Ted le racconta dello scambio fra George e Felipe. Tuttavia le guardie stanno ancora cercando Ted, così lui, Isabel, George e Felipe, scappando, trovano un passaggio segreto e una stanza segreta in cui Re Gustavo ha nascosto tutti i suoi momenti felici, tra cui il momento registrato in un VHS della sua incoronazione attuata dal padre di Felipe in cui, suonando il sousafono, inciampò in un festone facendo un capitombolo in acqua e scatenando l'ilarità della gente presente, così Isabel capisce l'accanimento del padre di non concedere alla figlia i momenti felici. Isabel, tuttavia, capisce di trovare una scorciatoia per arrivare all'incoronazione, così George trova che l'unica alternativa di arrivare subito all'incoronazione è di gettarsi a capofitto tramite i cavi che dall'orologio arrivano alla fontana rotta da George. Una volta scesi giù, i quattro corrono all'incoronazione; tuttavia le navi partono senza Isabel, che con Ted e le scimmie usa una barca a remi per raggiungerle. Due delle navi dell'incoronazione cozzano l'una contro l'altra scatenando così l'ilarità della gente presente. Re Gustavo rimane sorpreso che Isabel ancora non è presente all'incoronazione, ma ella infine arriva, dicendo che ha trovato la stanza segreta con i cimeli e la VHS del padre, dicendogli che bisogna essere se stessi e ricominciare da capo se la gente ride di te. Nel frattempo il sindaco raggiunge il Re e Isabel dicendo a loro due che Isabel ha partecipato al derby ed ha vinto e lei si era scordato il premio ippico, provocando la felicità e la fierezza del re nei confronti della figlia, nonostante gli abbia disobbedito. Una volta consegnato il premio ad Isabel, lei può essere infine incoronata mentre Re Gustavo intona la melodia col sousafono dei tempi della sua incoronazione accompagnato dai suonatori di tuba e di tamburo, mentre i presenti ballano e George e Felipe sorridono soddisfatti del buon esito della storia.

### George alla scoperta del West!
- Titolo originale Curious George: Go West, Go Wild[5]
- Data di produzione: settembre 2020
- Trama: Il tranquillo weekend di George e Ted, presso la fattoria della cugina Ginny, si rivela ricco di imprevisti quando tutti gli animali fuggono dalla tenuta.

George, all'interno di un fabbricato della fattoria di Ginny, trova un carro, ma il somaro e il toro di Ginny fanno rovinosamente cadere il carro quando cercano maldestramente di salire su questo carro, con George, il somaro e il toro stessi su questo carro verso gli altri animali che, impauriti, scappano via... Allora George, Ted, e l'aiutante di Ginny cercano di recuperare gli animali... Dopo mille e mille peripezie riescono a ritrovarli presso un lago, ma un acquazzone li fa rifugiare in una città fantasma, ma un'imminente alluvione li fa scappare via... Tuttavia, il mattino seguente, oltrepassato un grande fiume, ritornano tutti quanti alla fattoria di Ginny sani e salvi, così Ginny può non accorgersi della fuga degli animali...

### Avventure nel mare
- Titolo originale Curious George: Cape Ahoy[6]
- Data di produzione: settembre 2021
- Trama: Con l'aiuto di un pescatore locale, di sua nipote e di un adorabile cucciolo di foca, George si imbarca in una missione alla ricerca del relitto perduto della nave del leggendario capitano marino Trumpet Tooter.